# White Lake (Wisconsin)
White Lake é uma vila localizada no estado norte-americano de Wisconsin, no Condado de Langlade.

## Demografia
Segundo o censo norte-americano de 2000, a sua população era de 329 habitantes.
Em 2006, foi estimada uma população de 330, um aumento de 1 (0.3%).

## Geografia
De acordo com o United States Census Bureau tem uma área de
6,4 km², dos quais 5,7 km² cobertos por terra e 0,7 km² cobertos por água. White Lake localiza-se a aproximadamente 419 m acima do nível do mar.

## Localidades na vizinhança
O diagrama seguinte representa as localidades num raio de 32 km ao redor de White Lake.